# Neulovimyje mstiteli
Neulovimyje mstiteli (russisk: Неуловимые мстители) er en sovjetisk spillefilm fra 1966 af Edmond Keosajan.

## Medvirkende
- Viktor Kosykh – Danka Shchus
- Valentina Kurdjukova – Ksanka Shchus
- Vasilij Vasiljev – Jasjka
- Mikhail Metjolkin – Valerka Mesjjeryakov
- Jefim Kopeljan – Ignat Burnasj